# Ruta del Vino del Valle de Curicó

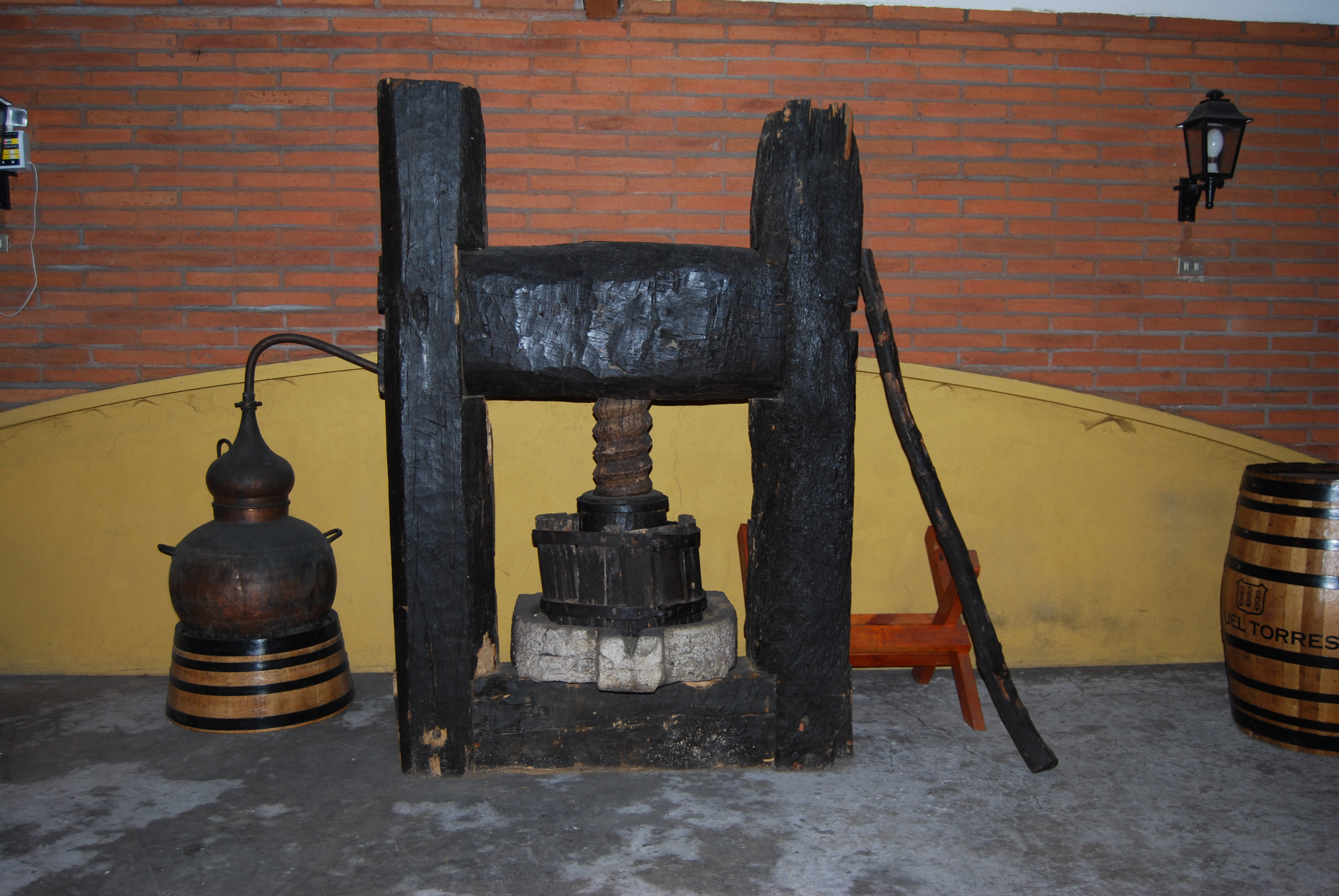
Prensa de vino en la Viña Miguel Torres en Curicó.

La ruta del vino del Valle de Curicó se encuentra ubicada en la región vitícola del Sur, subregión Valle de Curicó, Región del Maule. En este valle existen seis viñas abiertas permanentemente a la actividad turística de acuerdo al diagnóstico de 2013.
Las principales viñas productoras de vino abiertas al turismo en el Valle de Curicó son:
- Viña Miguel Torres, Fundo Maquehua, comuna de Curicó. Un terreno de 95 hectáreas donde hay variedades tintas como Cabernet Sauvignon y Merlot.
- Viña Echeverría, ubicado en la comuna de Molina.
- Viña Millaman, ubicada en el Fundo San Jorge, sector Los Niches, comuna de Curicó.

## Fiestas de la Vendimia
La Festival Folclórico de la Vendimia de Molina se realiza el segundo fin de semana de marzo. Esta fiesta se celebra desde 1970, siendo un encuentro de muestras de folclore, existe una muestra de productos tradicionales, feria gourmet y show artístico.
La Fiesta de la Vendimia de Curicó, se realiza el tercer fin de semana de marzo, es una de las fiestas de la vendimia más extensas pues parte el día jueves y una de las más antiguas con más de 30 años de existencia. Esta fiesta tiene sus orígenes el año 1986. Es organizada por el Municipio de Curicó, la Corporación cultural y la asociación de Ruta del Vino de Curicó. Tiene una afluencia cercana  a los 100 mil visitantes. Se destaca por sus eventos musicales con artistas nacionales e invitados extranjeros. Se realizan muestras de vinos del Valle de Curicó.